# (367404) Andreasrebers
(367404) Andreasrebers est un astéroïde de la ceinture principale.

## Description
(367404) Andreasrebers est un astéroïde de la ceinture principale. Il fut découvert le 29 août 2008 à Wildberg par Rolf Apitzsch. Il présente une orbite caractérisée par un demi-grand axe de 3,03 UA, une excentricité de 0,29 et une inclinaison de 4,5° par rapport à l'écliptique.